# Webkit
Webkit, i marknadsföring skrivet WebKit, är en renderingsmotor för webbläsare som ursprungligen baseras på den öppna källkoden från Konqueror. Som sådan har Webkit också öppen källkod. Webkit består av två delar, Webcore (med grunden i KHTML) som är HTML-parser och renderare och Javascriptcore (med grunden i KJS) som är en Javascriptmotor.
Webkit är fundamentet för ett flertal webbläsare, till exempel Safari, Shiira och Omniweb. Webkit används dock som fundament för webbfunktionalitet i flera andra program som Realplayer, Apple Mail, Adium, Dashboard, Subethaedit. Webkit är också fundamentet i Adobes webbplattform Apollo, och Nokias webbläsare för Series 60-telefoner.
Google Chrome och Chromium använde tidigare Webkit.

## Tabell över webbläsare med Webkit
| Webbläsare (extern länk)                  | Android | J2ME | Linux | MacOS | MorphOS | IphoneOS | Symbian OS | WebOS | Windows | Windows Mobile |
| ----------------------------------------- | ------- | ---- | ----- | ----- | ------- | -------- | ---------- | ----- | ------- | -------------- |
| Android                                   | Ja      | Nej  | Nej   | Nej   | Nej     | Nej      | Nej        | Nej   | Nej     | Nej            |
| Arora (Webbplats)                         |         |      | Ja    | Ja    |         |          |            |       | Ja      |                |
| Icab (Webbplats)                          | Nej     | Nej  | Nej   | Ja    | Nej     | Nej      | Nej        | Nej   | Nej     | Nej            |
| Iris Browser (Webbplats)                  | Nej     | Nej  | Nej   | Nej   | Nej     | Nej      | Nej        | Nej   | Nej     | Ja             |
| SRWare Iron (Webbplats)                   | Nej     | Nej  | Nej   | Nej   | Nej     | Nej      | Nej        | Nej   | Ja      | Nej            |
| Nokia S60 Browser                         | Nej     | Nej  | Nej   | Nej   | Nej     | Nej      | Ja         | Nej   | Nej     | Nej            |
| Omniweb (Webbplats)                       | Nej     | Nej  | Nej   | Ja    | Nej     | Nej      | Nej        | Nej   | Nej     | Nej            |
| Midori (Webbplats)                        |         |      |       |       |         |          |            |       |         |                |
| Ozone (Webbplats) (för Series 60 och UIQ) | Nej     | Nej  | Nej   | Nej   | Nej     | Nej      | Ja         | Nej   | Nej     | Nej            |
| Rekonq (Webbplats)                        |         |      | Ja    | Ja    |         |          |            |       | Ja      |                |
| Safari (Webbplats)                        | Nej     | Nej  | Nej   | Ja    | Nej     | Nej      | Nej        | Nej   | Ja      | Nej            |
| Safari Mobile                             | Nej     | Nej  | Nej   | Nej   | Nej     | Ja       | Nej        | Nej   | Nej     | Nej            |
| Shiira (Webbplats)                        | Nej     | Nej  | Nej   | Ja    | Nej     | Nej      | Nej        | Nej   | Nej     | Nej            |
| Skipstone (Webbplats)                     | Nej     | Nej  | Ja    | Nej   | Nej     | Nej      | Nej        | Nej   | Nej     | Nej            |
| Sputnik (Webbplats)                       | Nej     | Nej  | Nej   | Nej   | Ja      | Nej      | Nej        | Nej   | Nej     | Nej            |
| Stainless (Webbplats)                     | Nej     | Nej  | Nej   | Ja    | Nej     | Nej      | Nej        | Nej   | Nej     | Nej            |
| Sunrise (Webbplats)                       | Nej     | Nej  | Nej   | Ja    | Nej     | Nej      | Nej        | Nej   | Nej     | Nej            |
| Teashark (Webbplats)                      | Nej     | Ja   | Nej   | Nej   | Nej     | Nej      | Nej        | Nej   | Nej     | Nej            |
| WebOS                                     | Nej     | Nej  | Nej   | Nej   | Nej     | Nej      | Nej        | Ja    | Nej     | Nej            |

## Tabell över webbläsare tidigare med Webkit
| Webbläsare (extern länk)  | Android | J2ME | Linux | MacOS | MorphOS | IphoneOS | Symbian OS | WebOS | Windows | Windows Mobile |
| ------------------------- | ------- | ---- | ----- | ----- | ------- | -------- | ---------- | ----- | ------- | -------------- |
| Chromium (Webbplats)      | Nej     | Nej  | Ja    | Ja    | Nej     | Nej      | Nej        | Nej   | Ja      | Nej            |
| Google Chrome (Webbplats) | Ja      | Nej  | Ja    | Ja    | Nej     | Nej      | Nej        | Nej   | Ja      | Nej            |